# Tomcsányi Rusi
Tomcsányi Rusi, Tomecz Róza (Budapest, 1879. október 15. – Budapest, Józsefváros, 1904. április 29.) színésznő.

## Életútja
Tomecz Ferenc és Holczer Júlia leányaként született. 1896. augusztus 31-én kezdte a pályát Kunhegyi Miklósnál, Szolnokon. Az Opera-színházban is szerepelt mint táncosnő. Működött még a Városligeti Színkörben. Az eleven, csinos lány a kis szerepekből hamar kinőtt és nagyobb társulatok is szívesen szerződtették. Szeged, Marosvásárhely, Arad már mint szépen fejlődő tehetséget látta. Onnan a Magyar Színház kötelékébe lépett, Leszkay András magával vitte Aradról. Itt előbb kisebb szerepkörben alkalmazták, a télen azonban már nagyobb szerepeket bíztak rá, melyekben mind jobban megnyerte a közönség tetszését. A Hajduk hadnagya előadásában olyan osztatlan tetszésre segítette ezt a színművet, hogy a színház téli idényének fő darabja lett. Különösen a Bajusz című operettben tette nevét ismertté.

### Halála
1904. április 27-én este nem játszott. Otthon egy ismerősét fogadta s meg akarta gyújtani az Auer-féle spiritusz-lámpát, de túlságosan fölcsavarta. A gyufa lángjától a spiritusz nagy dörgéssel szétrobbant és Tomcsányi Rusi ruhája azonnal lángba borult. A gyors segítségnek köszönhetően takarókkal, ágyneműkkel a tüzet elnyomták. A mentőintézet főorvosa automobilon érkezett az elsősegélyt nyújtani. A színésznő súlyos sérüléseket szenvedett, teste, arca teljesen összeégett. Azonnal a sebészeti klinikára szállították, ahol dr. Réczey Imre tanár gondos ápolása ellenére április 29-én reggel meghalt.
Sírjánál búcsúbeszédet tartott Zoltán Jenő igazgató, Ráthonyi Ákos és dr. Fodor Oszkár.